# Проекция Хобо — Дайера

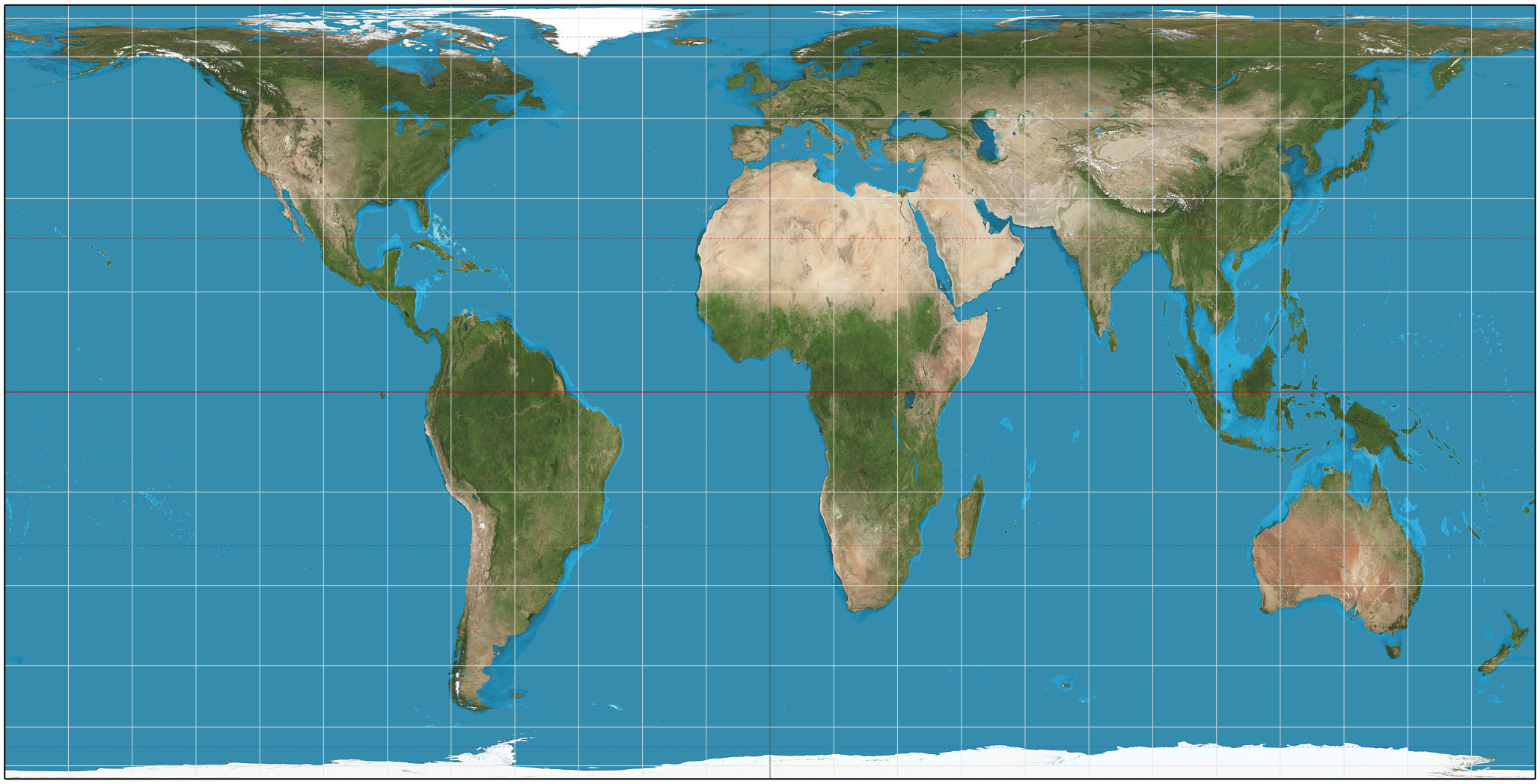
Проекция Хобо — Дайера карты мира

Цилиндрическая равноплощадная проекция Хобо — Дайера c эллипсами искажения

Картографическая проекция Хобо — Дайера (Hobo–Dyer map projection) — цилиндрическая равноплощадная проекция со стандартными параллелями (то есть без долготных и широтных искажений) на 37,5° северной и южной широты.
Такая карта была создана в 2002 году картографической компанией ODT Maps по заказу её менеджеров Ховарда Бронстейна и Боба Абрамса, первоначальный проект выполнил картограф Мик Дайер, модифицировав для этого проекцию Бермана 1910 года. Название новой проекции было составлено из начальных букв имён Бронстейна и Абрамса и фамилии Дайера.
Первоначально карта ODT была напечатана на двух сторонах, север вверху на одной стороне и юг вверху на другой. Это обстоятельство, вместе c равноплощадностью, имело целью представить альтернативу более привычным неравноплощадным проекциям c севером вверху. Такая же цель была достигнута, например, в проекции Галла — Петерса, впрочем Хобо — Дайер смотрится удобней.
В том же 2002 году проекция Хобо — Дайера была использована Центром Картера в рекламно-информационной кампании после получения Джимми Картером Нобелевской премии мира (на карте были отмечены 68 стран, в которых Центр ведёт свою работу).